# Giới thiệu thuyết tương đối rộng

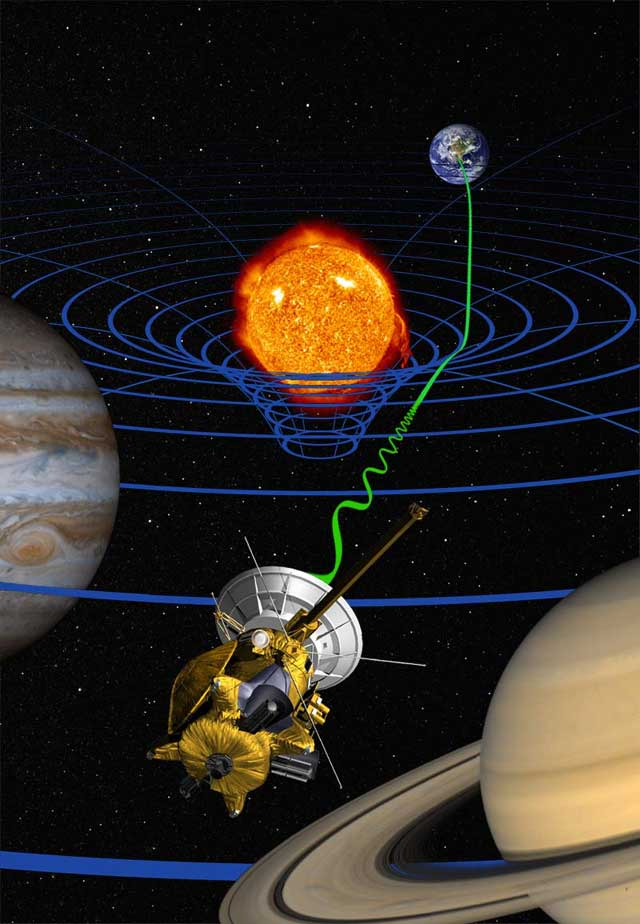
Thí nghiệm kiểm tra lý thuyết tương đối tổng quát đạt độ chính xác cao nhờ tàu thăm dò không gian Cassini (ảnh minh họa): Các tín hiệu radio được gửi đi giữa Trái Đất và tàu thăm dò (sóng màu xanh lá cây) bị trễ do sự uốn cong của không-thời gian (các đường màu xanh da trời) do khối lượng của Mặt Trời.

Thuyết tương đối rộng là một lý thuyết về hấp dẫn do Albert Einstein phát triển từ năm 1907 đến năm 1915. Theo thuyết tương đối rộng, chúng ta quan sát thấy sự hút giữa các khối lượng với nhau là do kết quả của sự uốn cong không-thời gian của chúng. Cho đến đầu thế kỷ 20, định luật vạn vật hấp dẫn của Newton đã được công nhận hơn hai trăm năm do những miêu tả phù hợp về lực hấp dẫn giữa các khối lượng với nhau. Trong mô hình của Newton, hấp dẫn là kết quả của lực hút giữa các vật thể với nhau. Mặc dù chính Newton đã băn khoăn về bản chất bí ẩn của lực này, nhưng mô hình của ông đã rất thành công trong việc miêu tả chuyển động của các vật thể.
Các thí nghiệm và quan sát đã cho thấy lý thuyết hấp dẫn của Einstein có kể đến một vài hiệu ứng mà chưa được giải thích thỏa đáng bởi định luật của Newton, như dị thường nhỏ trong quỹ đạo của Sao Thủy và các hành tinh khác. Thuyết tương đối tổng quát cũng tiên đoán những hiệu ứng mới của hấp dẫn, như sóng hấp dẫn, thấu kính hấp dẫn và hiệu ứng của hấp dẫn tác động lên thời gian còn được gọi là sự giãn thời gian do hấp dẫn. Rất nhiều tiên đoán này đã được xác nhận bởi các thí nghiệm, trong khi nhiều chủ đề khác vẫn còn đang được tiếp tục nghiên cứu. Gần đây, các nhà khoa học thuộc dự án LIGO, Virgo và GEO 600 đã quan sát được trực tiếp sóng hấp dẫn, và hình ảnh vô tuyến chụp trực tiếp môi trường bao quanh lỗ đen siêu khối lượng đã được công bố bởi dự án EHT.
Thuyết tương đối tổng quát đã được phát triển và trở thành một công cụ cơ bản trong thiên văn vật lý hiện đại. Nó là cơ sở cho những hiểu biết của chúng ta hiện nay về lỗ đen, những vùng của không gian nơi lực hấp dẫn rất mạnh khiến cho cả ánh sáng cũng không thoát ra được. Trường hấp dẫn mạnh của nó được nghĩ là nguyên nhân gây nên sự phát ra các bức xạ cường độ mạnh ở một số loại thiên thể (như nhân thiên hà hoạt động hay các vi quasar). Thuyết tương đối tổng quát cũng là một phần trong bức tranh về mô hình chuẩn Big Bang của vũ trụ học. Mặc dù thuyết tương đối tổng quát không phải là lý thuyết tương đối tính duy nhất về hấp dẫn, nó là lý thuyết đơn giản nhất phù hợp với hầu hết các dữ liệu thí nghiệm. Tuy thế, một số câu hỏi mở vẫn chưa giải quyết được, về cơ bản nhất đó là làm thế nào để thuyết tương đối tổng quát có thể được kết hợp với các định luật của cơ học lượng tử để có được một lý thuyết hoàn chỉnh và nhất quán, lý thuyết hấp dẫn lượng tử.

## Từ thuyết tương đối hẹp đến rộng

### Định nghĩa
Vào tháng 9 năm 1905, Albert Einstein công bố thuyết tương đối hẹp, một lý thuyết kết hợp các định luật của Newton về chuyển động với điện động lực học (tương tác giữa các hạt tích điện). Thuyết tương đối hẹp đưa ra một nền tảng mới cho ngành Vật lý với đề xuất các khái niệm không gian và thời gian. Một vài lý thuyết vật lý đã từng được công nhận đã không còn phù hợp với những nền tảng này; một ví dụ nổi bật đó là lý thuyết hấp dẫn của Newton, miêu tả tương tác hút giữa các vật thể do khối lượng của chúng.
Một số nhà vật lý, bao gồm Einstein, đã bắt tay vào tìm kiếm một lý thuyết mà có thể kết hợp được định luật vạn vật hấp dẫn của Newton với thuyết tương đối đặc biệt. Chỉ có lý thuyết tương đối rộng đã được khẳng định là phù hợp với các thí nghiệm và các quan sát. Để có thể hiểu được những tư tưởng cơ bản của lý thuyết này, cách tốt nhất là đi theo những suy nghĩ của Einstein từ năm 1907 đến năm 1915, từ thí nghiệm tưởng tượng đơn giản trong đó có một quan sát viên rơi tự do đến sự thấu hiểu hoàn toàn của ông về lý thuyết hình học của hấp dẫn.

### Nguyên lý tương đương
Một người trong một thang máy rơi tự do sẽ cảm nhận thấy sự không trọng lượng, và các vật sẽ nổi bồng bềnh hay chuyển động với vận tốc không đổi. Do mọi thứ trong thang máy đang rơi tự do cùng với nhau, không một hiệu ứng hấp dẫn nào có thể quan sát thấy được. Theo cách này, trải nghiệm của quan sát viên khi anh ta rơi tự do là không thể phân biệt được so với một quan sát viên khác trong vũ trụ sâu thẳm, rất xa từ các trường hấp dẫn khác. Những người quan sát như vậy là những quan sát viên được ưu tiên về "quán tính" mà Einstein đã miêu tả trong lý thuyết tương đối hẹp của ông: Các quan sát viên mà đối với họ ánh sáng truyền theo một đường thẳng với vận tốc không đổi.
Einstein tiến hành giả thiết rằng trải nghiệm giống nhau của các quan sát viên không trọng lượng và của các quan sát viên quán tính trong thuyết tương đối hẹp cho thấy một tính chất căn bản của hấp dẫn, và ông lấy điều này làm nền tảng cho lý thuyết hấp dẫn của ông, Einstein phát biểu nó thành nguyên lý tương đương. Nói một cách vắn tắt, nguyên lý cho là một người trong một thang máy rơi tự do không thể nói được rằng anh ta có ở trong trạng thái rơi tự do hay không. Mỗi thí nghiệm trong môi trường rơi tự do đều cho kết quả giống với kết quả của một quan sát viên nhận được khi anh ta đứng im hay chuyển động đều trong vũ trụ sâu thẳm, ở khoảng cách đủ xa so với nguồn lực hấp dẫn.

### Hấp dẫn và gia tốc

Quả bóng rơi xuống sàn trong một tên lửa đang gia tốc (trái) và rơi xuống Trái Đất (phải)

Hầu hết các hiệu ứng hấp dẫn biến mất trong một hệ rơi tự do, nhưng có những hiệu ứng dường như giống với hấp dẫn có thể được tạo ra bằng cách gia tốc một hệ quy chiếu. Một quan sát viên trong một căn phòng kín không thể nói được cái nào sau đây là đúng:
- Các vật đang rơi xuống sàn bởi vì căn phòng đang đứng im trên bề mặt của Trái Đất và các vật này đang bị hút xuống do hấp dẫn.
- Các vật đang rơi xuống sàn bởi vì căn phòng được đặt trong một tên lửa phóng trong không gian, với gia tốc 9,81 m/s2 và xa so với các nguồn hấp dẫn. Các vật này bị đẩy về phía sàn bởi cùng một "lực quán tính" mà đẩy người lái xe về phía sau ghế ngồi khi ôtô của anh ta được gia tốc.

Ngược lại, bất kì một hiệu ứng nào được quan sát trong một hệ quy chiếu gia tốc cũng có thể quan sát được trong một trường hấp dẫn với cùng một độ mạnh. Nguyên lý này đã cho phép Einstein tiên đoán một vài hiệu ứng mới của hấp dẫn vào năm 1907, sẽ được giải thích trong phần tiếp theo.
Một người quan sát trong một hệ quy chiếu gia tốc phải nói đến cái mà các nhà vật lý goi là lực quán tính (hay lực giả) để diễn giải cảm nhận của anh ta cũng như các vật xung về sự xuất hiện của gia tốc. Một ví dụ, lực đẩy người lái xe về phía lưng ghế khi xe của anh ta bắt đầu tăng tốc, đã được đề cập ở trên; một ví dụ khác đó là bạn cầm dây có gắn một vật nặng, sau đó dùng tay quay tròn vật ấy, chúng ta sẽ cảm thấy có một lực kéo tay ra xa. Sự nhận thức sâu sắc của Einstein là ở tính bất biến, lực hút của trường hấp dẫn Trái Đất về cơ bản là giống với những lực giả này. Độ lớn biểu kiến của lực quán tính (lực giả) luôn luôn tỉ lệ với khối lượng của bất kì một vật nào mà chúng tác động lên - ví dụ, ghế ngồi của người lái xe đẩy một lực đủ lớn để gia tốc người lái xe với cùng một tốc độ như chiếc xe.
Tương tự như thế, Einstein đã đề xuất rằng một vật đặt trong trường hấp dẫn sẽ cảm thấy một lực hấp dẫn tỉ lệ với khối lượng của nó, như được thể hiện trong định luật vạn vật hấp dẫn của Newton.

### Các hệ quả vật lý
Năm 1907, Einstein vẫn còn cách xa 8 năm nữa mới hoàn thiện được thuyết tương đối tổng quát. Tuy nhiên, ông đã có thể đưa ra một số tiên đoán lạ thường, có thể kiểm chứng được dựa trên điểm bắt đầu của ông để phát triển lý thuyết mới: nguyên lý tương đương.

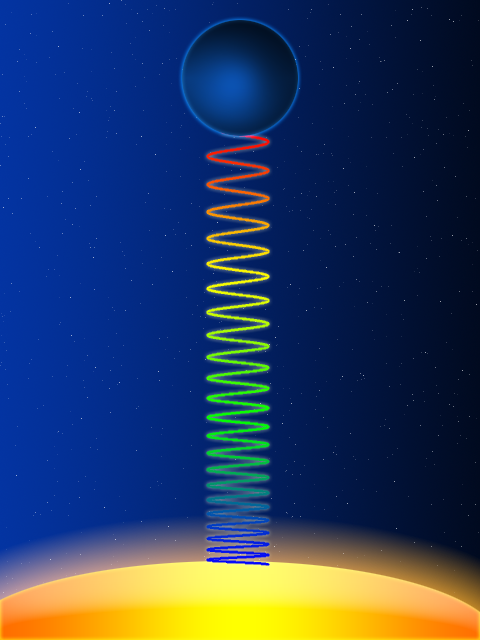
Sự dịch chuyển đỏ do hấp dẫn của bước sóng ánh sáng khi nó lan truyền lên phía trên thoát khỏi một trường hấp dẫn (do một ngôi sao vàng ở dưới gây ra)

Hiệu ứng mới đầu tiên đó là dịch chuyển tần số do hấp dẫn của ánh sáng. Xét hai quan sát viên ở trong một tàu du hành đang gia tốc.Trên con tàu này, có một khái niệm tự nhiên về "bên trên" và "bên dưới": hướng con tàu chuyển động gia tốc là "bên trên", và các vật không gắn vào con tàu gia tốc chuyển động theo hướng ngược lại, rơi xuống "bên dưới". Giả sử một quan sát viên ở vị trí "bên trên" cao hơn so với người kia. Khi quan sát viên ở bên dưới gửi 1 tín hiệu ánh sáng đến người bên trên, sự gia tốc làm cho ánh sáng trở nên đỏ hơn, như đã được tính toán từ lý thuyết tương đối hẹp; người bên trên sẽ đo được tần số ánh sáng thấp hơn so với người ở bên dưới.
Ngược lại, khi ánh sáng được gửi từ quan sát viên bên trên cho người ở dưới, thì ánh sáng sẽ trở nên xanh hơn đối với quan sát viên bên dưới hay dịch chuyển sang tần số cao hơn. Einstein đã kết luận rằng sự dịch chuyển tần số cũng phải được quan sát trong một trường hấp dẫn. Điều này được minh họa bởi bức tranh bên trái, cho thấy bước sóng ánh sáng trở nên dịch chuyển đỏ khi nó truyền lên phía trên ngược lại với sự gia tốc hấp dẫn. Hiệu ứng này đã được thực nghiệm xác nhận, như được miêu tả bên dưới.
Sự dịch chuyển tần số do hấp dẫn tương ứng với sự giãn thời gian do hấp dẫn: Từ quan sát viên ở "bên trên" đo cùng một sóng ánh sáng với tần số nhỏ hơn so với người ở "bên dưới", nên thời gian phải trôi đi nhanh hơn đối với quan sát viên bên trên (chú ý tới mối quan hệ tần số-chu kỳ và bước sóng để hiểu rõ hơn). Từ đó, thời gian cũng chạy chậm hơn đối với những người gần với trường hấp dẫn hơn.
Có một điều cần nhấn mạnh rằng, đối với mỗi quan sát viên, không thể quan sát thấy được sự thay đổi của dòng chảy thời gian cho mỗi sự kiện hay quá trình diễn ra trong hệ quy chiếu mà anh ta hay chị ta đứng im trong hệ. Thời gian luộc trứng năm phút là như nhau trên mỗi đồng hồ của từng quan sát viên; khi một năm trôi qua đi, tuổi của mỗi người tăng thêm một tuổi; nói ngắn gọn, mỗi đồng hồ là hoàn toàn giống nhau đối với mọi quá trình diễn ra trong môi trường lân cận với nó. Chỉ khi các đồng hồ được so sánh với nhau giữa những người quan sát tách biệt thì họ mới để ý đến thời gian chạy chậm hơn đối với người ở bên dưới so với quan sát viên ở bên trên. Hiệu ứng này là nhỏ, nhưng nó cũng đã được xác nhận bằng thực nghiệm bởi rất nhiều thí nghiệm, như được miêu tả ở bên dưới.
Theo cách tương tự, Einstein đã tiên đoán sự lệch ánh sáng do hấp dẫn: trong một trường hấp dẫn, ánh sáng bị lệch về bên dưới. Về mặt định lượng, các kết quả của ông chỉ bằng một nửa so với kết quả chính xác sau này; kết quả chính xác đòi hỏi sự phát triển hoàn thiện hơn của thuyết tương đối tổng quát, chứ không chỉ dựa vào nguyên lý tương đương.

### Các hiệu ứng thủy triều

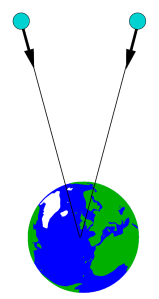
Hai vật rơi hướng về tâm của Trái Đất, tăng tốc hướng về nhau khi chúng rơi.

Sự tương đương giữa các hiệu ứng quán tính và hấp dẫn không thiết lập hoàn thiện được một lý thuyết hấp dẫn. Có điều nổi bật là nó không trả lời được câu hỏi đơn giản sau: cái gì giữ những người ở phía bên kia của Trái Đất không bị rơi? Khi nói đến sự giải thích lực hấp dẫn gần vị trí của chúng ta trên bề mặt của Trái Đất, chú ý rằng hệ quy chiếu của chúng ta không phải trong trạng thái rơi tự do, do vậy lực quán tính (lực giả) được mong đợi để cung cấp một lời giải thích phù hợp. Nhưng một hệ quy chiếu rơi tự do trên một phía của Trái Đất không thể giải thích tại sao những người đứng trên phía bên kia của Trái Đất lại cảm thấy một lực hấp dẫn kéo họ theo hướng ngược lại.
Một biểu thị cơ bản của cùng hiệu ứng này đó là hai vật đang rơi cạnh nhau về phía Trái Đất. Trong một hệ quy chiếu rơi tự do cùng với các vật này, hai vật hiện lên như chúng không trọng lượng; nhưng điều này không hoàn toàn chính xác. Hai vật này không rơi một cách chính xác theo cùng một hướng, mà chúng rơi hướng về một điểm trong không gian: còn gọi là khối tâm của Trái Đất. Do vậy có một thành phần của mỗi vector chuyển động của mỗi vật hướng về phía nhau (xem hình). Trong một môi trường nhỏ như một thang máy rơi tự do, sự gia tốc tương đối này là nhỏ, trong khi đối với những người nhảy dù trên các cạnh đối diện của Trái Đất, hiệu ứng này lại lớn. Những sự thay đổi này cũng đúng cho hiện tượng thủy triều trên các đại dương của Trái Đất, do vậy thuật ngữ "hiệu ứng thủy triều" được sử dụng cho hiện tượng này.
Sự tương đương giữa quán tính và hấp dẫn không thể giải thích hiệu ứng thủy triều; - nó không thể giải thích những sự biến đổi trong trường hấp dẫn. Do đó, một lý thuyết là cần thiết để miêu tả cách vật chất (như những vật thể khối lượng lớn như Trái Đất) ảnh hưởng đến môi trường quán tính xung quanh nó.

### Từ gia tốc đến hình học
Trong quá trình khám phá ra nguyên lý tương đương giữa hấp dẫn và gia tốc cũng như vai trò của các lực thủy triều, Einstein đã khám phá ra một vài sự tương tự của chúng với hình học các mặt cong. Một ví dụ là sự biến đổi từ một hệ quy chiếu quán tính (trong đó các hạt tự do trôi theo một đường thẳng với vận tốc không đổi) sang một hệ quy chiếu quay (khi đó xuất hiện thêm lực quán tính để có thể giải thích chuyển động của các hạt): điều này tương tự với sự biến đổi từ một hệ tọa độ Descarte (trong đấy các trục tọa độ là các đường thẳng) sang một hệ tọa độ cong (trong đó các trục tọa độ là các đường cong).
Một sự tương tự sâu hơn liên hệ giữa các lực thủy triều với tính chất của các mặt gọi là độ cong. Đối với trường hấp dẫn, sự có mặt hay vắng mặt của các lực thủy triều xác định có hay không ảnh hưởng của hấp dẫn có thể bị loại trừ bằng cách chọn một hệ quy chiếu rơi tự do. Tương tự, sự xuất hiện hay không xuất hiện của độ cong xác định một mặt có giống hay tương đương với một mặt phẳng hay không. Vào mùa hè năm 1912, được thúc đẩy bởi những sự tương tự này, Einstein đã tìm kiếm dạng thức hình học cho hấp dẫn.
Các đối tượng cơ bản của hình học;- các điểm, đường thẳng, tam giác; được định nghĩa một cách truyền thống trong không gian ba chiều hoặc các mặt hai chiều. Năm 1907, nhà toán học Hermann Minkowski giới thiệu dạng thức hình học của thuyết tương đối đặc biệt của Einstein trong đó hình học không chỉ bao gồm không gian mà có cả thời gian. Đối tượng cơ bản của hình học mới này đó là không thời gian bốn chiều. Quỹ đạo của các vật thể là các đường trong không thời gian.
Đối với các mặt, sự tổng quát hóa hình học trên các mặt phẳng sang các mặt cong đã được miêu tả vào đầu thế kỷ thứ 19 bởi nhà bác học Carl Friedrich Gauss. Sự miêu tả này đã được Bernhard Riemann tổng quát hóa sang các không gian nhiều chiều thành một lý thuyết vào thập niên 1850. Với công cụ hình học Riemann, Einstein đã thiết lập một sự miêu tả hình học của hấp dẫn trong đấy không gian Minkowski được thay thế bởi không thời gian cong giống như các mặt cong được tổng quát hóa từ các mặt phẳng thông thường.
Sau khi ông nhận ra sự tương tự đúng đắn của hình học này, Einstein phải cần thêm 3 năm nữa mới tìm ra được hòn đá tảng cơ bản trong lý thuyết của ông: các phương trình miêu tả vật chất ảnh hưởng như thế nào đến độ cong của không thời gian. Chúng bây giờ được gọi là phương trình trường Einstein (hay một cách chính xác hơn, phường trình trường Einstein của hấp dẫn), ông trình bày lý thuyết mới của ông về hấp dẫn tại một vài buổi họp tại viện Hàn lâm khoa học Phổ vào cuối năm 1915.

## Hình học và hấp dẫn
Phát biểu bởi John Wheeler, lý thuyết hình học về hấp dẫn của Einstein có thể tóm tắt thành: không thời gian nói cho vật chất cách di chuyển, vật chất nói cho không thời gian cách để cong. Điều này được giải thích trong ba phần sau, với khám phá chuyển động của các hạt thử, kiểm tra tính chất của vật chất với ý nghĩa là nguồn của hấp dẫn, và cuối cùng, giới thiệu các phương trình Einstein, liên hệ các tính chất của vật chất với độ cong của không thời gian.

### Thăm dò trường hấp dẫn

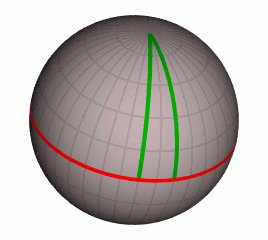
Các đường trắc địa hội tụ: hai đường kinh tuyến (xanh) bắt đầu song song tại xích đạo (đỏ) nhưng gặp nhau tại hai cực.

Để vẽ ra một bản đồ ảnh hưởng hấp dẫn của một vật thể, sẽ rất hữu ích khi sử dụng cái các nhà vật lý gọi là các hạt thử hay hạt thăm dò: các hạt này bị ảnh hưởng của trường hấp dẫn, nhưng rất nhỏ và nhẹ nên chúng ta có thể bỏ qua ảnh hưởng hấp dẫn của chính chúng. Khi không có lực hấp dẫn và những ngoại lực khác, một hạt thử di chuyển dọc theo một đường thẳng với vận tốc không đổi. Theo ngôn ngữ của không thời gian, điều này tương đương với khi nói rằng những hạt thử di chuyển theo đường toàn cục trong không thời gian. Khi có mặt hấp dẫn, không thời gian là phi Euclid, hoặc bị cong, và trong không thời gian cong đường toàn cục thẳng không tồn tại. Thay vào đó, các hạt thử sẽ di chuyển theo những đường gọi là đường trắc địa, là đường "ngắn nhất có thể được". Một ví dụ tương tự đơn giản như sau: Một đường trắc địa là đường ngắn nhất giữa hai điểm trên bề mặt của Trái Đất và là một cung tròn của một đường tròn lớn, giống như các kinh tuyến hay xích đạo. Những đường này rõ ràng là không thẳng, đơn giản chỉ vì chúng phải theo độ cong của bề mặt Trái Đất. Tuy vậy, chúng là đường thẳng nhất có thể (ngắn nhất) tuân theo sự ràng buộc này.
Các tính chất của các đường trắc địa khác so với các đường thẳng. Ví dụ, trên một mặt phẳng, các đường thẳng song song không bao giờ cắt nhau, nhưng điều này không còn đúng với các đường trắc địa trên bề mặt của Trái Đất: ví dụ, các kinh tuyến là song song với nhau tại xích đạo, nhưng cắt nhau tại các cực của Trái Đất. Tương tự, các đường toàn cục của các hạt thử rơi tự do là các đường trắc địa trong không thời gian, các đường thẳng nhất có thể trong không thời gian. Nhưng vẫn có một sự khác biệt quan trọng giữa chúng và các đường thẳng hoàn toàn xác định trong không thời gian phi hấp dẫn của thuyết tương đối đặc biệt. Trong thuyết tương đối đặc biệt, các đường trắc địa song song vẫn luôn song song với nhau. Trong một trường hấp dẫn với các hiệu ứng thủy triều, nói chung, điều này sẽ không đúng trong từng trường hợp. Ví dụ, nếu hai vật ban đầu ở cách xa nhau, sau đó bị hút dần về tâm Trái Đất do trường hấp dẫn, sẽ dịch chuyển gần về nhau khi chúng rơi gần về tâm Trái Đất.
So sánh với các hành tinh và các thiên thể khác, các vật thể trong đời sống hàng ngày (con người, ôtô, nhà, thậm chí là núi) có khối lượng khá nhỏ. Nơi những vật này được đề cập đến, các định luật chi phối cư xử của các hạt thử vẫn còn đúng khi miêu tả điều gì sẽ xảy ra. Đặc biệt, để làm lệch hướng một hạt thử từ đường trắc địa của nó, thì phải có một ngoại lực tác dụng lên nó. Một người ngồi trên một chiếc ghế đang hướng theo một đường trắc địa, hay là rơi tự do về tâm Trái Đất. Nhưng chiếc ghế đã tác động một ngoại lực ngược lại ngăn không cho người này rơi xuống. Theo cách này, thuyết tương đối rộng giải thích các kinh nghiệm hàng ngày về hấp dẫn trên bề mặt Trái Đất không phải là kéo xuống dưới do lực hấp dẫn, mà là sự đẩy ngược lại của các ngoại lực. Những lực này làm lệch mọi vật đứng yên trên bề mặt Trái Đất ra khỏi đường trắc địa mà đáng lẽ chúng phải đi theo. Đối với các vật thể mà ảnh hưởng hấp dẫn của chúng không thể bỏ qua, các định luật của chuyển động phức tạp hơn so với các hạt thử, và nó vẫn còn đúng khi nói rằng không thời gian bảo cho vật chất cách chuyển động.

### Các nguồn của hấp dẫn
Trong mô hình của Newton về hấp dẫn, lực hấp dẫn là do vật chất. Một cách chính xác hơn, nó là do một tính chất xác định của các đối tượng vật chất: khối lượng của chúng. Trong lý thuyết của Einstein và các lý thuyết hấp dẫn khác, độ cong tại mỗi điểm trong không thời gian cũng là do sự có mặt của vật chất. Cũng vậy, khối lượng cũng là một đặc tính cơ bản để xác định ảnh hưởng hấp dẫn của vật chất. Nhưng trong một lý thuyết hấp dẫn tương đối tính, khối lượng không phải là nguồn hấp dẫn duy nhất. Thuyết tương đối liên kết khối lượng với năng lượng, và năng lượng với động lượng.
Sự tương đương giữa khối lượng và năng lượng, như được biểu diễn trong công thức E = mc2, có lẽ là hệ quả quan trọng nổi tiếng nhất của thuyết tương đối hẹp. Trong thuyết tương đối, khối lượng và năng lượng là hai cách khác nhau để miêu tả cùng một đại lượng vật lý. Nếu một hệ vật lý có năng lượng, nó cũng có một khối lượng tương ứng, và ngược lại. Đặc biệt, mọi tính chất của một vật mà liên quan đến năng lượng, như là nhiệt độ hoặc năng lượng liên kết của các hệ như hạt nhân nguyên tử hay các phân tử, đóng góp vào khối lượng của vật đó, và từ đó hoạt động như là các nguồn của hấp dẫn.
Trong thuyết tương đối đặc biệt, năng lượng liên hệ mật thiết với động lượng. Trong lý thuyết này, giống như không gian và thời gian chỉ là hai khía cạnh khác nhau của một thực thể hoàn chỉnh gọi là không thời gian, năng lượng và động lượng chỉ là các mặt khác nhau của một đại lượng thống nhất, bốn chiều mà các nhà vật lý gọi là bốn-động lượng. Hệ quả theo đó, nếu năng lượng là một nguồn của hấp dẫn thì động lượng cũng phải là một nguồn như thế. Điều này cũng đúng đối với các đại lượng liên hệ trực tiếp với năng lượng và động lượng, gọi là áp suất bên trong và sự kéo. Cùng với nhau, trong thuyết tương đối tổng quát, khối lượng, năng lượng, động lượng, áp suất và sự kéo làm thành các nguồn của hấp dẫn: chúng là vật chất bảo cho không thời gian cách cong như thế nào. Theo dạng toán học của lý thuyết, những đại lượng này là một khía cạnh của một đại lượng vật lý tổng quát hơn gọi là tenxơ năng lượng-động lượng.

### Phương trình trường Einstein
Phương trình trường Einstein là mảnh ghép trung tâm của thuyết tương đối tổng quát. Chúng cung cấp một công thức chính xác của mối liên hệ giữa hình học không thời gian và các tính chất của vật chất, sử dụng ngôn ngữ của toán học. Cụ thể hơn, chúng được thiết lập nhờ các khái niệm của hình học Riemann, trong đó các tính chất hình học của một không gian (hoặc không thời gian) được miêu tả bởi một đại lượng gọi là metric. Metric chứa các thông tin cần thiết để tính toán ra những khái niệm hình học cơ bản đó là khoảng cách và góc trong không gian cong (hoặc không thời gian cong).

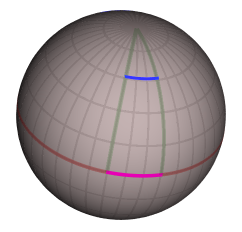
Các khoảng cách tại các vĩ độ khác nhau tương ứng với hai kinh tuyến lệch nhau 30 độ.

Một mặt cầu giống như Trái Đất cung cấp một ví dụ đơn giản. Vị trí của bất kì một điểm nào trên bề mặt có thể được miêu tả bằng hai tọa độ: độ vĩ và độ kinh địa lý. Không giống như tọa độ Đề Các trong một mặt phẳng, hiệu các tọa độ là không giống nhau về khoảng cách trên một mặt, như được chỉ ra ở hình bên phải: đối với một người tại xích đạo, di chuyển sang 30 độ kinh tây (đường màu hồng) tương ứng với khoảng cách gần 3.300 ki-lô-mét (2.051 mi). Mặt khác một người khác tại vĩ độ 55 độ, di chuyển sang 30 độ kinh tây sẽ chỉ tương ứng với khoảng cách 1.900 ki-lô-mét (1.181 mi). Các tọa độ do vậy không cung cấp đủ thông tin để miêu tả hình học của một mặt cầu, hay hình học của không gian hoặc không thời gian phức tạp hơn. Các thông tin chính xác được hàm chứa trong metric, là một hàm xác định tại mỗi điểm của bề mặt (hoặc không gian, hoặc không thời gian) và liên hệ theo khoảng cách hiệu giữa các tọa độ khác nhau. Những đại lượng thường gặp khác trong hình học, như độ dài của một đường cong bất kì, hay góc tại nơi hai đường cong cắt nhau, có thể được tính toán từ hàm metric này.
Hàm metric và tốc độ thay đổi của nó từ điểm này đến điểm khác có thể được sử dụng để định nghĩa một đại lượng hình học gọi là tenxơ độ cong Riemann, tenxơ này miêu tả một cách chính xác không gian (hoặc không thời gian) bị cong như thế nào tại mỗi điểm. Như đã được đề cập bên trên, thành phần vật chất trong không thời gian xác định một đại lượng khác, tenxơ năng lượng-động lượng T, và nguyên lý "không thời gian nói với vật chất cách di chuyển, và vật chất nói với không thời gian cong như thế nào" có nghĩa là những tenxơ này phải được liên hệ với nhau. Einstein đã thiết lập lên quan hệ này bằng cách sử dụng tenxơ độ cong Riemann và metric để xác định một đại lượng hình học khác gọi là tenxơ Einstein, nó miêu tả một số khía cạnh cách không thời gian cong. Phương trình trường Einstein được viết thành
{\displaystyle \mathbf {G} ={\frac {8\pi G}{c^{4}}}\mathbf {T} }
theo đó, nếu bỏ qua các hằng số, đại lượng G (đo độ cong) phải bằng với đại lượng T (đo thành phần vật chất). Các hằng số trong phương trình phản ánh các lý thuyết khác nhau được kết hợp vào trong thuyết tương đối rộng: G là hằng số hấp dẫn đã được biểu diễn trong mô hình hấp dẫn của Newton; c là vận tốc ánh sáng, một hằng số quan trọng trong thuyết tương đối hẹp; và π là một hằng số cơ bản của hình học.
Phương trình này thường được gọi theo số nhiều Hệ phương trình trường Einstein, do các đại lượng G và T, mỗi đại lượng được xác định bởi một số hàm của các tọa độ trong không thời gian, và các phương trình đặt sự bằng nhau với mỗi các hàm thành phần.Một nghiệm của những phương trình này miêu tả cấu trúc hình học cụ thể của không gian và thời gian; ví dụ, nghiệm Schwarzschild miêu tả hình học xung quanh một vật thể hình cầu, không quay như là các ngôi sao hoặc một lỗ đen, trong khi nghiệm Kerr miêu tả một lỗ đen quay. Lại có những nghiệm (lời giải) khác miêu tả sóng hấp dẫn hay vũ trụ đang giãn nở trong nghiệm Friedmann–Lemaître–Robertson–Walker. Lời giải đơn giản nhất là không thời gian không bị cong Minkowski, không thời gian được miêu tả trong thuyết tương đối đặc biệt.

## Các thí nghiệm kiểm chứng
Không một lý thuyết khoa học nào đúng hoàn toàn mà chỉ dựa vào lý thuyết; mỗi một mô hình phải được kiểm tra bằng thực nghiệm. Định luật hấp dẫn của Newton đã được công nhận do nó tính đến chuyển động của các hành tinh và vệ tinh trong hệ Mặt Trời với độ chính xác tinh tế. Nhưng khi sự chính xác của các kết quả thí nghiệm được nâng cao dần, một vài sự sai lệch với các tiên đoán của Newton đã được phát hiện, và những sai lệch này đã được tính đến trong thuyết tương đối rộng. Tương tự như thế, các tiên đoán của thuyết tương đối tổng quát cũng phải được kiểm tra bằng thực nghiệm, và tự Einstein đã đặt ra ba thí nghiệm kiểm tra mà bây giờ được biết đến là những kiểm nghiệm cổ điển của lý thuyết:

Các quỹ đạo theo mô hình của Newton (đỏ) so với mô hình của Einstein (xanh) của một hành tinh quay xung quanh một ngôi sao cầu.

- Mô hình của Newton tiên đoán rằng quỹ đạo của một ngôi sao quay xung quanh một ngôi sao hình cầu lý tưởng phải là một elíp. Lý thuyết của Einstein tiên đoán quỹ đạo là một đường cong phức tạp hơn: hành tinh cư xử như nó đang chuyển động trên một hình elíp, nhưng tại cùng một thời điểm, toàn bộ elíp cũng quay chậm xung quanh ngôi sao. Trong hình vẽ bên phải, quỹ đạo elíp theo tiên đoán của mô hình hấp dẫn Newton là màu đỏ, và phần quỹ đạo theo tiên đoán của Einstein là màu xanh. Đối với một hành tinh quay quanh Mặt Trời, độ lệch này so với các quỹ đạo trong mô hình Newton được biết đến là sự dịch chuyển dị thường điểm cận nhật. Đo đạc đầu tiên về hiệu ứng này, thực hiện năm 1859, là đối với Sao Thủy. Những kết quả chính xác nhất đối với Sao Thủy và các hành tinh khác dựa trên các đo đạc được thực hiện trong giai đoạn 1966 và 1990, nhờ sử dụng các kính viễn vọng vô tuyến.[25] Thuyết tương đối tổng quát tiên đoán đúng đắn về sự dịch chuyển dị thường điểm cận nhật đối với mọi hành tinh trong đó có thể đo một cách chính xác đối với Sao Thủy, Sao Kim và Trái Đất.
- Theo thuyết tương đối rộng, ánh sáng không đi theo một đường thẳng khi nó lan truyền trong một trường hấp dẫn. Thay vào đó, nó bị lệch đi do sự có mặt của một vật thể nặng. Đặc biệt, ánh sáng từ các ngôi sao ở xa bị lệch đi khi nó vượt qua gần Mặt Trời, làm cho vị trí của nó trên bầu trời đêm dịch đi một khoảng 1,75 giây cung (một giây cung bằng 1/3600 của một độ). Trong mô hình hấp dẫn của Newton, có thể thực hiện một sự lập luận suy nghiệm (heuristic) dẫn đến ánh sáng bị lệch đi một nửa so với tiên đoán của lý thuyết Einstein. Các tiên đoán khác nhau có thể được kiểm nghiệm bởi quan sát các ngôi sao gần so với Mặt Trời trong quá trình nhật thực. Theo cách này, một đoàn thám hiểm Vương quốc Anh dẫn đầu bởi Arthur Eddington đã đến Tây Phi năm 1919, và xác nhận tiên đoán của Einstein là đúng, và tiên đoán của Newton là sai, thông qua quan sát nhật thực vào ngày 29/5/1919. Các kết quả của Eddington chưa được chính xác cho lắm; những quan sát tiếp sau về sự lệch ánh sáng của một quasar ở rất xa bởi Mặt Trời, nhờ áp dụng các kĩ thuật chính xác cao trong thiên văn vô tuyến, đã xác nhận các kết quả của Eddington với một độ chính xác cao hơn (các đo đặc đầu tiên thực hiện năm 1967, và những phân tích chi tiết nhất hiện nay là từ năm 2004).[26]
- Sự dịch chuyển đỏ do hấp dẫn được đo đạc đầu tiên trong phòng thí nghiệm năm 1959 bởi Pound và Rebka. Nó cũng đã được đo trong thiên văn vật lý, nổi bật là ánh sáng thoát ra từ sao lùn trắng Sirius B. Sự liên hệ với hiệu ứng giãn thời gian do hấp dẫn đã được đo bằng cách thay đổi vị trí các đồng hồ nguyên tử tại các độ cao khác nhau từ hàng chục kilômét đến hàng chục nghìn kilômét (thực hiện lần đầu tiên bởi Hafele và Keating năm 1971; kết quả chính xác nhất cho tới ngày nay đó là thí nghiệm từ vệ tinh Gravity Probe A phóng lên năm 1976).[27] Trong ba kiểm nghiệm trên, chỉ có sự tiến điểm cận nhật của Sao Thủy là được biết đến trước khi Einstein công bố thuyết tương đối tổng quát năm 1916. Những thí nghiệm sau đó xác nhận các tiên đoán khác của ông, đặc biệt là những phép đo về độ lệch của ánh sáng do Mặt Trời năm 1919, đã đưa Einstein trở thành nhà khoa học nổi tiếng trên toàn thế giới.[28] Những thí nghiệm kiểm chứng trên đã khẳng định sự thay thế của thuyết tương đối tổng quát với lý thuyết của Newton về hấp dẫn và đồng thời, so với rất nhiều lý thuyết hấp dẫn khác đã được đưa ra.

Gravity Probe B với các tấm pin Mặt Trời được gấp lại.

Các thí nghiệm cho các tiên đoán khác của thuyết tương đối rộng bao gồm các phép đo chính xác của hiệu ứng Shapiro hay sự trễ thời gian do hấp dẫn đối với ánh sáng, gần đây nhất là vào năm 2002 bởi tàu thám hiểm không gian Cassini. Một chuỗi các thí nghiệm tập trung vào trạng thái của các con quay chuyển động trong không gian. Một trong các hiệu ứng liên quan đến nó, sự chuyển dịch của đường trắc địa, đã được kiểm nghiệm với Thí nghiệm laser định tầm Mặt Trăng (Lunar Laser Ranging Experiment) (các đo đạc chính xác cao về quỹ đạo của Mặt Trăng). Hiệu ứng khác, liên quan đến một thiên thể lớn quay, gọi là cuốn hệ quy chiếu. Các hiệu ứng dịch chuyển đường trắc địa và cuốn hệ quy chiếu đều đã được kiểm nghiệm bởi vệ tinh thí nghiệm Gravity Probe B phóng lên năm 2004, với các kết quả xác nhận thuyết tương đối tổng quát tương ứng với mỗi hiệu ứng vào khoảng 0,5% và 15%, cho đến năm 2008. (Các phân tích dữ liệu thu được từ vệ tinh vẫn đang được thực hiện).
Theo thang đo vũ trụ, hấp dẫn trên toàn bộ hệ Mặt Trời là yếu. Từ những sự khác biệt giữa các tiên đoán của lý thuyết Eisntein và lý thuyết Newton được thể hiện rõ khi hấp dẫn là mạnh, các nhà vật lý từ lâu đã thích thú kiểm nghiệm nhiều hiệu ứng tương đối tính trong những trường hấp dẫn tương đối mạnh. Điều này đã trở thành có thể nhờ vào các quan sát chính xác các cặp sao xung. Trong một hệ ngôi sao, hai sao neutron nén rất mạnh quay xung quanh nhau. Ít nhất một trong số chúng là sao xung;-một thiên thể phát ra một tia vô tuyến rất hẹp. Giống như tia sáng trong ngọn đèn hải đăng mà chúng ta quan sát thấy ngọn đèn hải đăng nhấp nháy, những tia vô tuyến này đến Trái Đất với những khoảng rất đều nhau, và có thể quan sát thành một chuỗi các xung rất đều nhau. Thuyết tương đối tổng quát tiên đoán những sự lệch xác định từ những xung vô tuyến rất đều này. Ví dụ, tại thời điểm khi sóng vô tuyến vượt qua gần một sao neutron trong hệ, chúng có thể bị lệch đi bởi trường hấp dẫn của sao neutron này. Những phần xung bị lệch quan sát được khớp một cách ấn tượng với những tiên đoán của thuyết tương đối tổng quát.
Một tập hợp các quan sát có liên hệ với những ứng dụng thực tế tuyệt vời, còn gọi là những hệ thống vệ tinh định vị như Hệ thống Định vị Toàn cầu GPS mà được sử dụng cho xác định vị trí và thời gian chính xác trên mặt đất. Những hệ này nhờ vào hai hệ đồng hồ nguyên tử: các đồng hồ được đặt trên các vệ tinh quay xung quanh Trái Đất, và các đồng hồ tham chiếu được đặt trên bề mặt Trái Đất. Thuyết tương đối tổng quát tiên đoán rằng hai hệ đồng hồ này sẽ chạy với tốc độ hơi khác nhau, do sự chuyển động khác nhau của chúng (một hiệu ứng đã được tiên đoán bởi thuyết tương đối đặc biệt) và do vị trí của chúng khác nhau trong trường hấp dẫn của Trái Đất. Để có thể đảm bảo cho hệ thống hoạt động một cách chính xác, các đồng hồ ở vệ tinh hoặc là phải được làm chậm đi bởi một nhân tử tương đối tính, hoặc cùng một nhân tử trong phần thuật toán khai triển. Nói cách khác, các kiểm tra độ chính xác của hệ thống (đặc biệt là thông qua các phép đo về phần định nghĩa của Giờ phối hợp quốc tế) mang lại chứng về sự phù hợp với các tiên đoán của thuyết tương đối rộng.
Một số các thí nghiệm khác đã khám phá sự đúng đắn của nhiều phiên bản khác nhau của nguyên lý tương đương; nói một cách hạn chế, tất cả các phép đo về sự giãn thời gian do hấp dẫn đều được kiểm nghiệm liên quan đến phiên bản yếu của nguyên lý này, chứ không phải liên quan đến thuyết tương đối rộng. Xa hơn nữa, thuyết tương đối tổng quát đã vượt qua toàn bộ các quan sát kiểm nghiệm.

## Các ứng dụng thiên văn vật lý
Các mô hình dựa trên thuyết tương đối rộng đóng một vai trò quan trọng trong thiên văn vật lý, và sự thành công của những mô hình này là những bằng chứng cụ thể trong tương lai về sự đúng đắn của lý thuyết.

### Thấu kính hấp dẫn

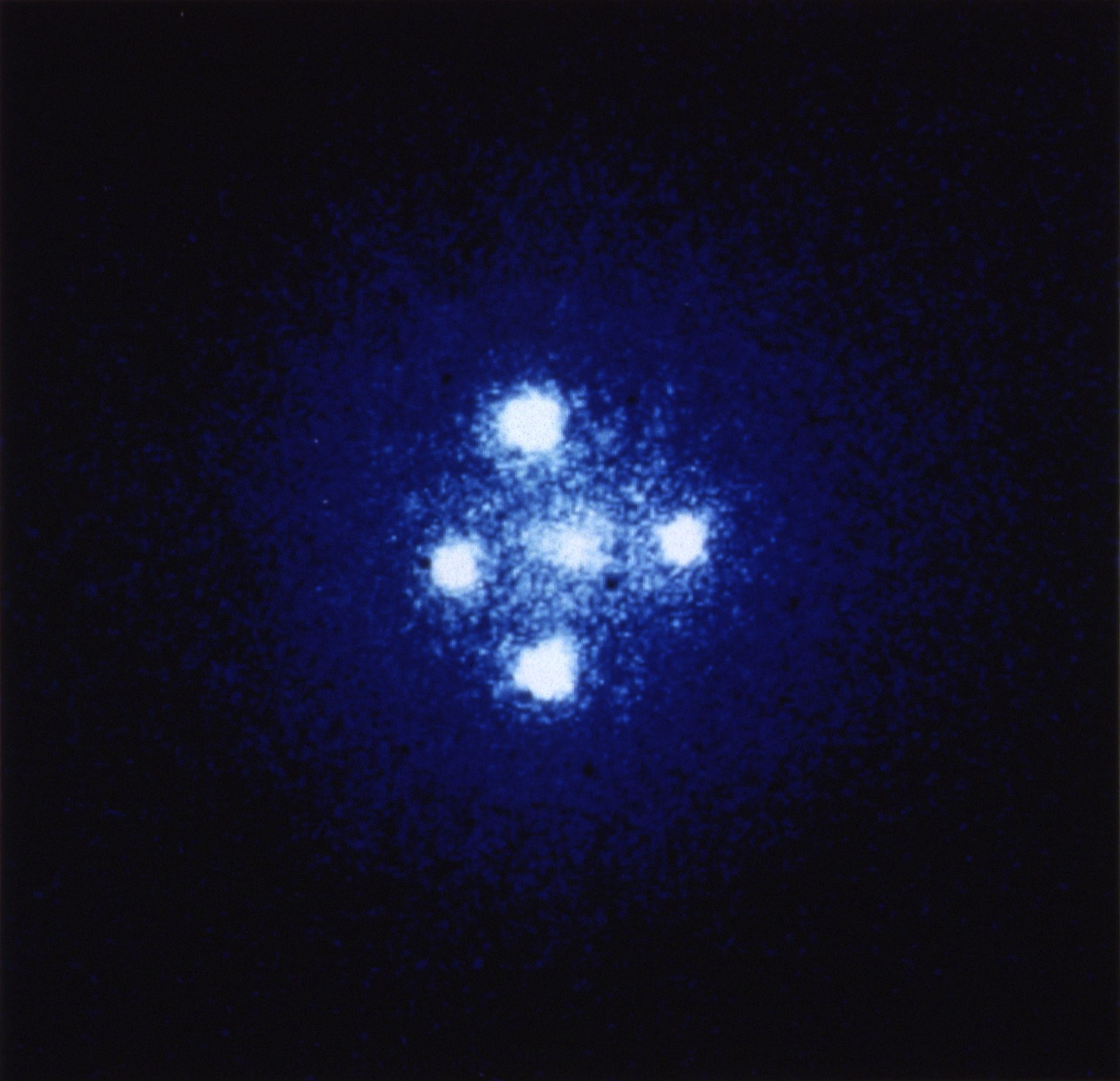
Chữ thập Einstein: bốn bức ảnh của cùng một đối tượng thiên văn, tạo ra bởi thấu kính hấp dẫn

Từ ánh sáng bị bẻ cong trong trường hấp dẫn, nên có những khả năng cho ánh sáng của các thiên thể ở xa truyền đến người quan sát theo hai hoặc nhiều đường khác nhau. Ví dụ, ánh sáng từ các thiên thể ở xa như quasar có thể vượt qua một phía của một thiên hà lớn và bị lệch đi một chút khi đến được người quan sát trên Trái Đất, trong khi ánh sáng truyền qua phía bên kia của cùng một thiên hà cũng bị lệch đi một lượng tương tự, đến cùng một người quan sát với độ lệch theo hướng khác. Kết quả là, một người quan sát với vị trí đặc biệt sẽ nhìn thấy một thiên thể trong hai vị trí khác nhau trên bầu trời đêm. Kiểu hội tụ này đã được biết đến với thấu kính quang học, và do vậy tương ứng với hiệu ứng hấp dẫn gọi là thấu kính hấp dẫn.
Quan sát thiên văn sử dụng hiệu ứng này là một công cụ quan trọng để nhận biết được thiên thể tạo ra thấu kính. Thậm chí trong trường hợp thiên thể không thể quan sát trực tiếp được trong các bước sóng điện từ, hình dạng của bức ảnh thu được cung cấp những thông tin về sự phân bố khối lượng tương ứng với sự lệch ánh sáng. Đặc biệt, thấu kính hấp dẫn cung cấp một cách đo sự phân bố của vật chất tối, do chúng không phát ra một bức xạ điện từ nào và chỉ có thể biết được nhờ những ảnh hưởng hấp dẫn của chúng lên sự lan truyền ánh sáng của các thiên thể ở xa, phía sau vật chất tối. Một ứng dụng đặc biệt hấp dẫn đó là những quan sát trên khoảng cách lớn, nơi sự phân bố các thấu kính khối lượng khổng lồ được trải rộng trên không gian lớn của vũ trụ quan sát được, và có thể được sử dụng để thu thập thông tin về các tính chất và sự tiến hóa trên khoảng cách lớn của vũ trụ.

### Sóng hấp dẫn
Sóng hấp dẫn, một hệ quả trực tiếp của lý thuyết Einstein, là sự biến dạng hình học của không thời gian được lan truyền đi với vận tốc ánh sáng, hay còn được coi là những gợn sóng của không thời gian. Chúng không nên bị nhầm lẫn với sóng trọng lực trong động lực học chất lỏng, đây là một khái niệm khác hoàn toàn.
Hiệu ứng của sóng hấp dẫn đã được xác định một cách gián tiếp trong những quan sát kĩ lưỡng về các sao đôi. Những cặp sao này quay xung quanh quỹ đạo của nhau, và như vậy dần mất năng lượng quỹ đạo do quá trình phát ra sóng hấp dẫn. Đối với các ngôi sao thông thường như Mặt Trời, năng lượng mất đi này quá nhỏ để có thể xác định được, nhưng năng lượng mất đi do sóng hấp dẫn đã được xác định năm 1974 trong một hệ sao đôi gọi là hệ PSR 1913+16. Trong hệ này, có một ngôi sao quay quanh một sao xung. Điều này dẫn đến hai hệ quả: một sao xung là một thiên thể vô cùng đậm đặc còn gọi là sao neutron, mà đối với nó sự phát ra sóng hấp dẫn mạnh hơn so với các sao thông thường. Mặt khác, một sao xung cũng phát ra một tia hẹp bức xạ điện từ từ các cực từ của nó. Khi sao xung quay, tia này quét qua Trái Đất, và thu được một chuỗi các xung vô tuyến rất đều, giống như các con tàu trên đại dương nhìn thấy sự nhấp nháy sáng của ngọn đèn biển. Phần đều đặn của những xung vô tuyến này có chức năng như là một "đồng hồ" với độ chính xác rất cao. Nó có thể dùng để tính chu kì quỹ đạo của hệ sao đôi này, và nó chịu tác động nhạy với sự biến dạng của không-thời gian trong môi trường lân cận của nó.
Nhờ sự khám phá ra PSR1913+16, Russell Hulse và Joseph Taylor, đã được trao giải Nobel Vật lý năm 1993. Từ đó đến nay, một vài hệ sao xung đôi khác đã được khám phá ra. Những hệ hiệu quả nhất đó là hệ có cả hai ngôi sao đều là sao xung, do chúng cung cấp các kiểm nghiệm thuyết tương đối tổng quát một cách chính xác nhất.
Hiện tại, một trong những mục đích nghiên cứu chính trong thuyết tương đối đó là sự xác định trực tiếp sóng hấp dẫn. Để đạt được điều này, một số các trung tâm mặt đất đặt các máy dò sóng hấp dẫn đang hoạt động, và có một phi vụ phóng một thiết bị dò trong không gian, LISA, hiện tại đang được phát triển với phi vụ tiền nhiệm LISA Pathfinder được phóng lên năm 2015 đã cho những kết quả vượt xa kỳ vọng. Nếu các sóng hấp dẫn được xác định một cách trực tiếp, chúng có thể được sử dụng để thu thập thông tin về các thiên thể nặng, chặt như các sao neutron và lỗ đen, và cũng có thể để khám phá trạng thái nguyên thủy của vũ trụ chỉ sau một thời gian ngắn sau vụ nổ Big Bang.

### Các lỗ đen

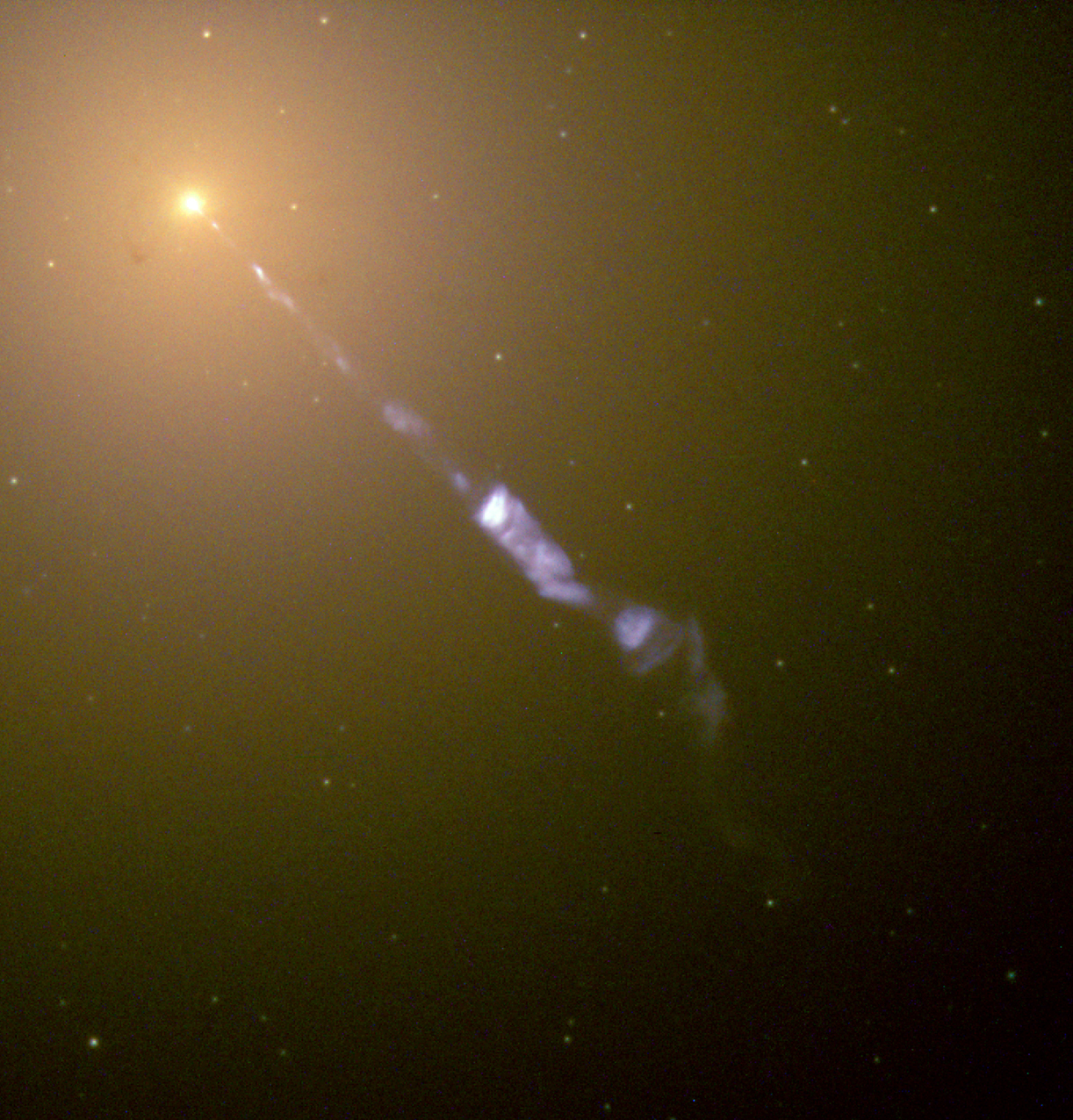
Tia được lỗ đen cung cấp năng lượng, phát ra từ vùng trung tâm của thiên hà M87

Khi khối lượng được tập trung trong một vùng không gian đủ nhỏ, thuyết tương đối tổng quát tiên đoán sự hình thành của một lỗ đen – một vùng không thời gian với trường hấp dẫn rất mạnh ngay cả ánh sáng cũng không thoát ra được. Có những loại lỗ đen được nghĩ là trạng thái cuối cùng trong sự tiến hóa của các ngôi sao khối lượng lớn. Mặt khác, các lỗ đen siêu khối lượng với khối lượng từ vài triệu lần đến vài tỉ lần khối lượng Mặt Trời được cho là hầu hết nằm trong nhân của các thiên hà, và chúng đóng một vai trò quan trọng trong các mô hình hiện nay về sự hình thành của các thiên hà trong quá khứ hàng tỉ năm.
Vật chất rơi vào một thiên thể đặc là một trong những cơ chế hữu hiệu nhất để giải phóng năng lượng dưới dạng các bức xạ, và vật chất rơi vào lỗ đen được nghĩ là nguyên nhân cho một số hiện tượng thiên văn chụp ảnh được sáng nhất. Những ví dụ điển hình làm hứng khởi các nhà thiên văn là các quasar và những loại nhân thiên hà hoạt động. Trong những điều kiện phù hợp, vật chất rơi vào lỗ đen tích tụ lại xung quanh nó có thể dẫn đến sự hình thành tia, đó là một luồng vật chất bị thổi bay vào không gian ở vận tốc gần bằng vận tốc ánh sáng.
Có một vài tính chất làm cho lỗ đen là một nguồn hứa hẹn của sóng hấp dẫn. Một lý do đó là các lỗ đen là các thiên thể đặc nhất mà có thể là một phần của một hệ đôi; kết quả là sóng hấp dẫn phát ra bởi những hệ này rất mạnh. Một lý do khác là theo một định lý gọi là định lý đơn trị lỗ đen: theo thời gian, các lỗ đen còn lại chỉ một tập hợp tối thiểu các đặc tính phân biệt được (giống như các kiểu tóc khác nhau một phần quan trọng làm cho mỗi người có diện mạo khác nhau, nên những định này được gọi là định lý "không tóc"). Ví dụ, trong thời gian dài, sự suy sụp của một vật chất giả thiết là hình lập phương sẽ không tạo ra một lỗ đen hình lập phương. Do đó lỗ đen được tạo ra sẽ không thể phân biệt được với một lỗ đen được tạo ra từ sự suy sụp của một vật chất dạng hình cầu, nhưng sẽ có một sự khác biệt quan trọng: trong quá trình biến đổi sang dạng cầu, lỗ đen hình thành từ một hình lập phương sẽ phát ra các sóng hấp dẫn.

### Vũ trụ học

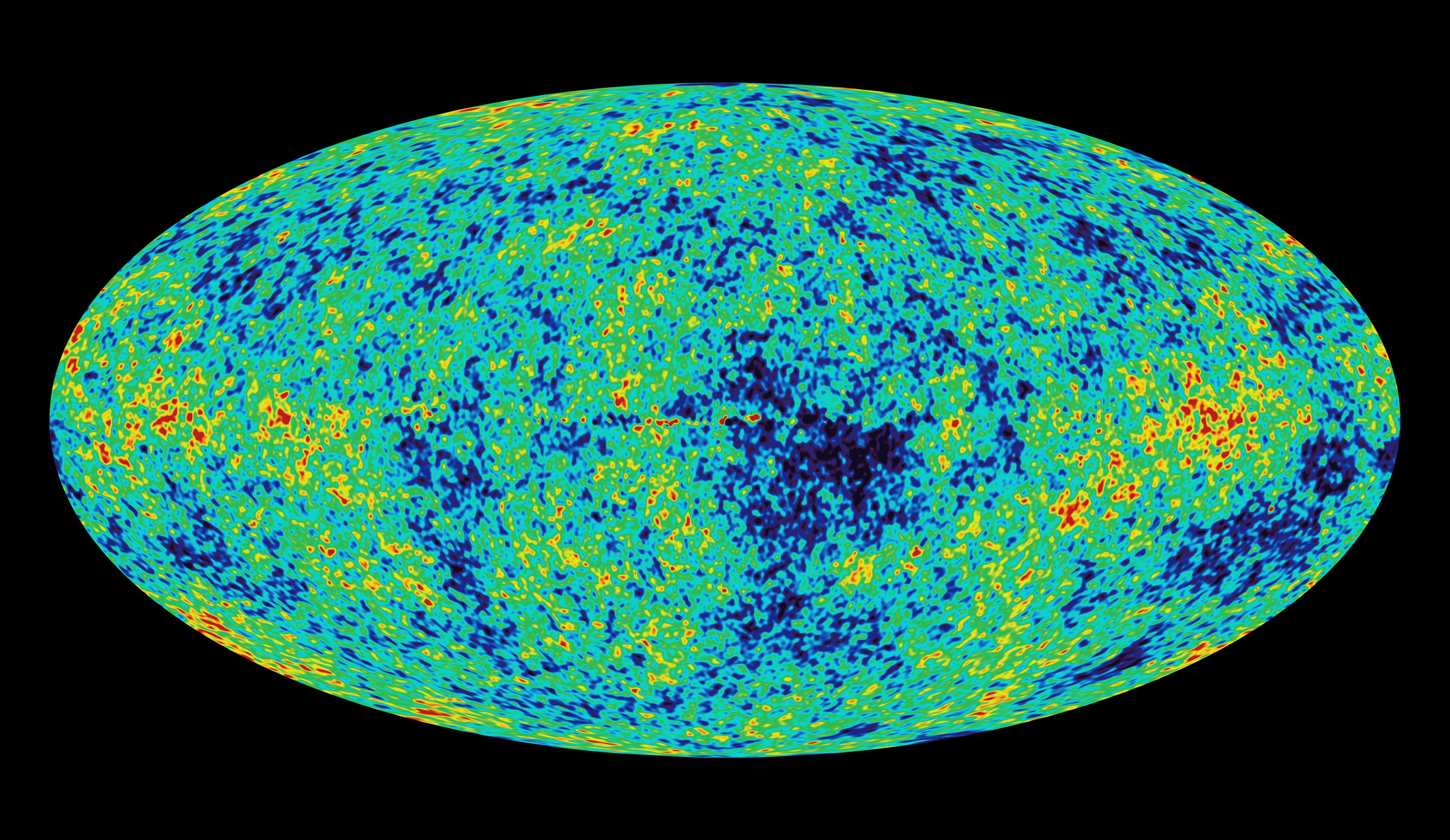
Bức ảnh chụp bức xạ phát ra chỉ vài trăm nghìn năm sau Big Bang, do kính viễn vọng không gian WMAP chụp.

Một trong những vai trò quan trọng nhất của thuyết tương đối rộng là nó có áp dụng cho toàn bộ vũ trụ. Một trong những điểm chính là, trên những khoảng cách lớn, vũ trụ của chúng ta hiện lên được xây dựng dọc theo những đường rất đơn giản: Tất cả những quan sát hiện nay cho thấy rằng, về trung bình, cấu trúc của vũ trụ xấp xỉ giống nhau, không phụ thuộc vào vị trí của người quan sát hay hướng quan sát: vũ trụ là xấp xỉ đồng nhất và đẳng hướng. Những vũ trụ tương đối đơn giản như vậy có thể được miêu tả bằng những nghiệm đơn giản của phương trình Einstein. Các mô hình vũ trụ học hiện tại của vũ trụ được dựng lên bằng cách kết hợp những nghiệm đơn giản của thuyết tương đối tổng quát với các lý thuyết mô tả các tính chất của vật chất trong vũ trụ, như nhiệt động học, vật lý hạt nhân và vật lý hạt. Theo những mô hình này, vũ trụ hiện tại của chúng ta sinh ra từ một trạng thái nhiệt độ cực cao, cực kì đậm đặc (vụ nổ Big Bang) cách đây khoảng 14 tỷ năm trước, và vẫn đang tiếp tục giãn nở kể từ đó đến giờ.
Phương trình trường Einstein có thể được tổng quát hóa bằng cách thêm vào một số hạng gọi là hằng số vũ trụ học. Khi xuất hiện số hạng này, chân không tự nó được coi là một nguồn của hấp dẫn hoặc, không thông thường, là trường hấp dẫn đẩy. Einstein là người đầu tiên đưa ra số hạng này trong quá trình nghiên cứu về vũ trụ của ông năm 1917, với một động cơ xác định: vũ trụ thời bấy giờ được nghĩ là tĩnh, nên ông thêm vào hằng số này để có thể thiết lập một mô hình vũ trụ theo mô tả của thuyết tương đối tổng quát. Nhưng khi có những chứng cứ quan sát cho thấy vũ trụ không phải là tĩnh, mà đang mở rộng, Einstein đã ngay lập tức từ bỏ hằng số này; nhưng có lẽ đây là một suy nghĩ hơi vội vàng, như chúng ta biết ngày nay: Từ năm 1998 đến nay, có một tập hợp các chứng cứ quan sát thiên văn ổn định chỉ ra rằng sự giãn nở của vũ trụ đang được gia tốc và cho thấy sự tồn tại của hằng số vũ trụ hoặc, một cách tương đương, năng lượng tối với một tính chất đặc biệt đó là chúng lan tràn khắp trong không gian.

## Các nghiên cứu hiện đại: Thuyết tương đối rộng và tương lai
Thuyết tương đối rộng rất thành công trong việc cung cấp một công cụ cho các mô hình chính xác miêu tả một loạt các hiện tượng vật lý. Mặt khác, hiện tại có rất nhiều câu hỏi mở thú vị, và đặc biệt, thuyết tương đối rộng vẫn chưa hoàn toàn hoàn thiện.
Ngược lại với mọi lý thuyết hiện đại khác về các tương tác cơ bản, thuyết tương đối tổng quát là một lý thuyết cổ điển: nó không bao gồm các hiệu ứng của vật lý lượng tử. Quá trình tìm kiếm một lý thuyết lượng tử cho hấp dẫn là một trong những câu hỏi mở căn bản nhất trong vật lý. Trong khi có những ứng cử viên hứa hẹn cho một lý thuyết hấp dẫn lượng tử, điển hình là thuyết dây và hấp dẫn lượng tử vòng, hiện tại vẫn chưa có một lý thuyết nào nhất quán và hoàn thiện. Các nhà vật lý từ lâu đã hy vọng rằng lý thuyết hấp dẫn lượng tử có thể loại bỏ một điểm còn thiếu sót, chưa khắc phục được trong thuyết tương đối tổng quát: đó là sự có mặt của các kỳ dị không thời gian. Những kỳ dị này là biên ("cạnh sắc") của không thời gian tại đó hình học trở thành vô hạn (ill-defined), và hệ quả là thuyết tương đối rộng mất đi sức mạnh tiên đoán của nó trong kỳ dị này. Hơn thế nữa, định lý kỳ dị Penrose-Hawking cũng tiên đoán rằng những kỳ dị như thế phải tồn tại trong vũ trụ nếu các định luật của thuyết tương đối tổng quát được thỏa mãn mà không cần bất kì sự sửa đổi lượng tử nào. Những ví dụ tốt nhất là những kỳ dị gắn với mô hình vũ trụ miêu tả lỗ đen và sự bắt đầu của vũ trụ.
Những cố gắng khác để sửa đổi thuyết tương đối tổng quát đã được thực hiện trong bối cảnh của vũ trụ học. Trong những mô hình vũ trụ học hiện đại, phần lớn năng lượng trong vũ trụ có dạng chưa từng được xác định một cách trực tiếp, gọi là năng lượng tối và vật chất tối. Đã có một vài đề xuất gây tranh cãi để xóa bỏ sự cần thiết cho những dạng năng lượng và vật chất bí ẩn này, bằng cách thay đổi các định luật chi phối hấp dẫn và những động lực cho sự giãn nở của vũ trụ, ví dụ sửa đổi động lực Newton..
Ngoài những thách thức của các hiệu ứng lượng tử và vũ trụ học, nghiên cứu về thuyết tương đối tổng quát cũng phong phú với những khả năng khám phá sâu hơn: các nhà tương đối học sử dụng công cụ toán học để khám phá bản chất của những kỳ dị và các tính chất cơ bản của phương trình trường Einstein, và hơn thế nữa đó là thực hiện các mô phỏng máy tính chi tiết về những không thời gian xác định (như việc miêu tả các lỗ đen hòa trộn vào nhau). Hơn một trăm năm sau khi lý thuyết được công bố lần đầu tiên, các nghiên cứu về nó đang tích cực hoạt động hơn bao giờ hết.

## Dẫn chứng
1. ↑  - The Construction of Modern Science: Mechanisms and Mechanics, by Richard S. Westfall. Cambridge University Press. 1978
2. ↑  Sự phát triển này là theo, ví dụ trong Renn 2005, trang 110, từ chương 9 đến chương 15 trong Pais 1982, và trong Janssen 2005. Một sự tóm tắt về mô hình hấp dẫn của Newton có thể tìm thấy trong Schutz 2003, chương 2–4. Rất khó có thể khẳng định được liệu Einstein đã có ý nghĩ sửa đổi mô hình hấp dẫn của Newton trước năm 1907 hay không, nhưng theo chính ông thú nhận, những cố gắng nỗ lực ban đầu của ông để kết hợp lý thuyết đó với thuyết tương đối đặc biệt được bắt đầu từ năm đó. Pais 1982, trang 178.
3. ↑  Điều này được miêu tả chi tiết trong chương 2 của Wheeler 1990.
4. ↑  Trong khi nguyên lý tương đương vẫn là một phần trong cách trình bày hiện đại của thuyết tương đối tổng quát, có một vài sự khác biệt giữa phiên bản hiện đại và khái niệm ban đầu của Einstein. Norton 1985.
5. ↑  Ví dụ, Janssen 2005, tr. 64. Chính Einstein đã giải thích điều này trong phần XX của quyển sách phổ biến khoa học ông viết được xuất bản năm 1961. Đi theo những ý tưởng ban đầu của Ernst Mach, Einstein cũng đã khám phá ra lực hướng tâm và sự tương tự với hấp dẫn, Stachel 1989.
6. ↑  Einstein đã giải thích điều này trong phần XX của Einstein 1961. Ông xét một vật bị "treo" bởi một sợi dây nối với trần của căn phòng đặt trên một tên lửa được gia tốc: từ bên trong căn phòng dường như lực hấp dẫn đang kéo vật đó xuống sàn với một lực tỉ lệ với khối lượng của nó, nhưng từ bên ngoài tên lửa sợi dây chỉ đơn giản là truyền gia tốc từ tên lửa lên vật đó, và do vậy chỉ có "lực" diễn giải như thế.
7. ↑  Đặc biệt hơn, theo các tính toán của Einstein, đã được miêu tả trong chương 11b của Pais 1982, sử dụng nguyên lý tương đương, sự tương đương của hấp dẫn với lực quán tính, và các kết quả của thuyết tương đối đặc biệt về sự lan truyền của ánh sáng và cho người quan sát được gia tốc (sau đó được xem xét lại, rằng tại mỗi thời điểm, có một hệ quy chiếu quán tính tức thời kết hợp với một quan sát viên được gia tốc).
8. ↑  Hiệu ứng này có thể được dẫn ra một cách trực tiếp từ thuyết tương đối đặc biệt, hoặc bằng cách nhìn vào tình huống tương đương của 2 quan sát viên trong con tàu vũ trụ hay bởi nhìn vào một thang máy đang rơi; trong cả hai tình huống, dịch chuyển tần số có một sự miêu tả tương đương với dịch chuyển Doppler trong một hệ quy chiếu quán tính. Đối với sự diễn giải đơn giản này, xem Harrison 2002.
9. ↑  Xem chương 12 của Mermin 2005.
10. ↑  Ehlers & Rindler 1997; đối với cách trình bày phi kĩ thuật, xem Pössel 2007.
11. ↑  Những hiệu ứng này và các hiệu ứng thủy triều khác được miêu tả trong Wheeler 1990, tr. 83–91.
12. ↑  Cách giải thích thủy triều và các tính chất hình học của nó được diễn giải trong chương 5 của Wheeler 1990. Phần lịch sử phát triển là theo Pais 1982, phần 12b.
13. ↑  Đối với những biểu diễn cơ bản của khái niệm không thời gian, xem phần một của chương 2 trong Thorne 1994, và Greene 2004, tr 47–61. Chi tiết hơn xem Mermin 2005 và trong Wheeler 1990, các chương 8 và 9.
14. ↑  Xem Wheeler, 1990 & các chương 8 và 9 để có những minh họa cụ thể về không thời gian cong.
15. ↑  Những nỗ lực của Einstein để tìm ra chính xác các phương trình trường được viết trong các chương 13-15 của Pais 1982.
16. ↑  Ví dụ, trang xi trong Wheeler 1990.
17. ↑  Kĩ lưỡng hơn, về căn bản hình học vi phân và các ứng dụng trong thuyết tương đối tổng quát có thể tìm thấy trong Geroch 1978.
18. ↑  Xem chương 10 trong Wheeler 1990.
19. ↑  Thực tế, khi bắt đầu từ một lý thuyết hoàn chỉnh, phương trình trường Einstein có thể dùng để dẫn ra những quy luật chuyển động phức tạp cho vật chất như là một hệ quả của hình học, nhưng dẫn ra từ chuyển động của các hạt thử lý tưởng là một nhiệm vụ khó, không tầm thường; trong Poisson 2004.
20. ↑  Một diễn giải đơn giản về sự tương đương năng lượng-khối lượng có thể tìm thấy trong phần 3.8 và 3.9 của Giulini 2005.
21. ↑  Xem chương 6 trong Wheeler 1990.
22. ↑  Để xem định nghĩa chi tiết về metric, và thêm các thông tin khác về chúng, xem chương 14.4 trong Penrose 2004.
23. ↑  Ý nghĩa hình học của phương trình trường Einstein được khám phá trong hai chương 7 và 8 của Wheeler 1990; mục 2.6 trong Thorne 1994. Một giới thiệu toán học đơn giản ở trong chương 19 của Schutz 2003.
24. ↑  Những nghiệm (lời giải) quan trọng nhất được liệt kê trong các sách về thuyết tương đối tổng quát; đối với tóm tắt mang tính kĩ thuật cho những hiểu biết hiện tại của chúng ta, xem Friedrich 2005.
25. ↑  Một cách chính xác hơn, đó là những đo đạc nhờ VLBI về vị trí của các hành tinh; xem chương 5 trong Will 1993 và phần 3.5 của Will 2006.
26. ↑  Đối với lịch sử các đo đạc này, xem Hartl 2005, Kennefick 2005, và Kennefick 2007; Soldner là người đã dẫn ra độ lệch tia sáng dựa vào mô hình hấp dẫn của Newton trong Soldner 1804. Đối với các phép đo chính xác nhất về hiệu ứng này, xem Bertotti 2005.
27. ↑  Xem Kennefick 2005 và chương 3 trong Will 1993. Đối với các đo đạc về Sirius B xem Trimble & Barstow 2007.
28. ↑  Pais 1982, về Sao Thủy trên trang 253–254, sự nổi tiếng của Einstein sau công bố của đoàn thám hiểm người Anh năm 1919 trong phần 16b và 16c.
29. ↑  
Everitt, C.W.F.; Parkinson, B.W. (2009). "Gravity Probe B Science Results—NASA Final Report" (PDF). Truy cập ngày 2 tháng 5 năm 2009.{{Chú thích web}}:  Quản lý CS1: nhiều tên: danh sách tác giả (liên kết)
30. ↑  Kramer 2004.
31. ↑  Một bài viết có thể truy cập được về các hiệu ứng tương đối tính trong hệ định vị toàn cầu trong Ashby 2002; chi tiết trong Ashby 2003.
32. ↑  Một bài viết giới thiệu đến kiểm nghiệm thuyết tương đối tổng quát trong Will 1993; kĩ thuật hơn trong Will 2006.
33. ↑  Miêu tả hình học của hiệu ứng này được trình bày trong chương 28 của Schutz 2003.
34. ↑  Đại cương về thấu kính hấp dẫn và những ứng dụng của nó có thể xem tại trang web Newbury 1997 và Lochner 2007.
35. ↑  Schutz 2003, tr. 317–321; Bartusiak 2000, tr. 70–86.
36. ↑  Những nghiên cứu sâu về sóng hấp dẫn được miêu tả cụ thể rõ ràng trong Bartusiak 2000 và trong Blair & McNamara 1997.
37. ↑  Một tóm tắt về lịch sử của lỗ đen vật lý từ khi bắt đầu của đầu thế kỷ 20 đến thời điểm hiện tại, xem trong Thorne 1994. Đối với sự cập nhật về vai trò của lỗ đen trong sự hình thành thiên hà, xem Springel và đồng nghiệp 2005; một tóm tắt ngắn có thể tìm thấy tại bài viết Gnedin 2005.
38. ↑  Xem chương 8 của Sparke & Gallagher 2007 và Disney 1998. Một diễn giải liên quan một chút đến toán học có thể xem tại Robson 1996.
39. ↑  Một giới thiệu sơ lược cơ bản về định lý lỗ đen không có tóc trong Chrusciel 2006 và trong Thorne 1994, tr. 272–286.
40. ↑  Những thông tin chi tiết có thể tìm thấy trong Ned Wright's Cosmology Tutorial và FAQ, Wright 2007; một giới thiệu đáng đọc là Hogan 1999. Sử dụng các kiến thức toán học phổ thông và tránh các công cụ toán học cao cấp trong thuyết tương đối tổng quát, Berry 1989 cung cấp một cách trình bày toàn diện.
41. ↑  Bài báo gốc của Einstein là Einstein 1917; một miêu tả tốt về những phát triển hiện đại có thể tìm thấy trong Cowen 2001 và Caldwell 2004.
42. ↑  Xem Maddox 1998, tr. 52–59 và 98–122; Penrose 2004, phần 34.1 và chương 30.
43. ↑  Với sự tập trung vào lý thuyết dây, công cuộc tìm kiếm hấp dẫn lượng tử được miêu tả trong Greene 1999; đối với quan điểm về hấp dẫn lượng tử vòng, xem trong Smolin 2001.
44. ↑  Đối với vật chất tối, xem Milgrom 2002; đối với năng lượng tối, Caldwell 2004
45. ↑  Xem Friedrich 2005.
46. ↑  Một tóm tắt về nhiều vấn đề khác nhau và những kĩ thuật được phát triển để thực hiện chúng, xem Lehner 2002.
47. ↑  Một điểm bắt đầu cho cái nhìn khái quát về các nghiên cứu hiện nay trong thuyết tương đối là bái báo tổng quát tại trang web Living Reviews in Relativity Lưu trữ ngày 27 tháng 12 năm 2016 tại Wayback Machine.